# El cantor
Pour plus de détails, voir Fiche technique et Distribution.
El cantor est un film français réalisé par Joseph Morder, sorti en 2005.

## Synopsis
Le cousin de William, Clovis, revient de New York, alors que ça fait une trentaine d'années qu'ils se sont perdus de vue.
Malgré tout, ils retrouvent très vite leur complicité d'enfance, mais Elizabeth, la femme de William marquée par la disparition de son père est insensible à ce bonheur.
Cependant Clovis séduit tout le monde avec son retour et même Elizabeth.
On le suit tout le long de ce film à travers sa quête pour renouer avec ses racines.

## Fiche technique
- Titre : El cantor
- Réalisation : Joseph Morder
- Scénario : Harold Manning
- Photographie : Catherine Pujol
- Décors : Jérémy Streliski
- Durée : 90 minutes
- Genre : drame
- Pays :  France
- Langue : français
- Couleur : couleur
- Son : DTS-Stereo
- Société : La Vie Est Belle Films Associés
- Dates de sortie : 15 mars 2006

## Distribution
- Lou Castel : Clovis Fishermann
- Luis Rego : William Stern
- Françoise Michaud : Elizabeth
- Talila : Tania
- Alexandra Stewart : Edna
- Pierre-François Desgeorge : Adam
- Rosette : Paula
- Lucette Filiu : la psychanalyste
- Abraham Leber : Monsieur Spiegelman
- Solange Najman : la mère de William
- Robi Morder : le libraire
- Henri de Camaret : Moshé Fisherman
- Nicolas Le Bihan : le facteur
- Claude Duty : Monsieur Pondu
- Harold Manning : le rabbin
- Patrick Zocco : le marié